# 1월 21일
1월 21일은 그레고리력으로 21번째(윤년일 경우도 21번째) 날에 해당한다.

## 사건
- 1535년 - 성변화 교리 등 가톨릭 교회의 미사를 비난하는 플래카드 사건으로 노트르담 대성당 앞에서 프랑스의 개신교도 6명이 화형을 당하다.
- 1637년 - 충청감사 정세규가 험천 전투에서 대패함
- 1720년 - 스웨덴과 프로이센간에 스톡홀름 조약이 체결되다.
- 1793년 - 프랑스의 왕 루이 16세가 단두대에서 처형되다.
- 1919년 - 아일랜드 공화국군이 영국에 대해 아일랜드 독립 전쟁을 시작하다.
- 1922년 - 모스크바에서 극동인민대표회의가 개최되었다.
- 1968년 - 조선민주주의인민공화국의 무장 게릴라 31명이 대한민국의 청와대를 습격하려 하였으나 실패했다. 조선의 정궁인 경복궁이 사적 117호로 지정, 보신각이 사적으로 지정되었다.
- 2011년 - 대한민국 소말리아 해적에게 피랍되었던 삼호주얼리호 선원들이 대한민국 해군에 의해 구출되었다.

## 문화
- 1970년 - 보잉 747 여객기가 팬아메리칸 월드 항공에 도입되었다.
- 1977년 - 대한민국 최초의 지방자치단체 발행 신문인 부산시보가 창간되었다.
- 2017년 - 수도권 전철 경의·중앙선 용문역 ~  지평역 연장 구간이 개통되었다.
- 2018년 - 문화방송 리얼리티 프로그램 신비한TV 서프라이즈 800회 특집이 방영되었다.

## 탄생
- 1517년 - 조선 중기의 무신, 군인, 정치인 이전. (~?)
- 1338년 - 프랑스의 발루아 왕가의 제3대 왕 샤를 5세. (~1380년)
- 1769년 - 조선 후기의 왕족 상계군. (~1786년)
- 1854년 - 대한제국의 황가 순헌황귀비. (~1911년)
- 1859년 - 구한말의 외교관, 독립운동가 이준. (~1907년)
- 1879년 - 스페인의 극작가 에두아르도 마르퀴나. (~1946년)
- 1885년 - 일본의 군인, 제2차 세계 대전 전범 이타가키 세이시로. (~1948년)
- 1887년 - 캐나다의 아이스하키 선수 조르주 베지나.(~1926년)
- 1900년 - 대한민국의 종교인 김진수. (~1950년)
- 1904년 - 대한민국의 작가 홍효민. (~1975년)
- 1905년 - 프랑스의 의상 디자이너 크리스티왕 디오르. (~1957년)
- 1918년 - 미국의 군인 리처드 윈터스. (~2011년)
- 1921년 - 대한민국의 농촌운동가 엄대섭. (~2009년)
- 1924년 - 영국의 배우 베니 힐. (~1992년)
- 1929년
  - 대한민국의 군인 출신 정치인 김상년.
  - 일제강점기의 독립운동가 엄기선. (~2002년)
- 1932년
  - 대한민국의 경찰관 최규식. (~1968년)
  - 일본의 기업인 이나모리 가즈오. (~2022년)
- 1938년
  - 뉴질랜드의 정치인 짐 앤더튼. (~2018년)
  - 영국의 배우 존 사비던트. (~2024년)
- 1939년
  - 독일의 축구 선수 프리델 루츠. (~2023년)
  - 미국의 무용가 스티브 팩스턴. (~2024년)
- 1941년 - 미국의 문학 평론가, 페미니스트, 시사 평론가 일레인 쇼월터.
- 1943년
  - 일본의 축구 선수 요코야마 겐조.
  - 미국의 대학 교수 마이클 헨리 헤임. (~2012년)
- 1947년 - 중국의 반체제 인사 레비야 카디르.
- 1953년 - 미국의 기업가 폴 앨런. (~2018년)
- 1954년 - 대한민국의 배우 정소녀.
- 1956년
  - 대한민국의 정치인 신도현.
  - 미국의 배우 지나 데이비스.
- 1958년 - 대한민국의 전 국무총리, 정치인 김부겸.
- 1962년
  - 대한민국의 야구 선수 홍순호. (~2022년)
  - 대한민국의 만화가 신일숙.
- 1963년 - 독일의 농구 선수 데틀레프 슈렘프.
- 1966년 - 일본의 성우 카와즈 야스히코.
- 1967년
  - 대한민국의 현 야구 코치, 전 야구 선수 최훈재.
- 1970년
  - 크로아티아의 전 축구 선수 알렌 복시치.
  - 튀르키예의 레슬링 선수 마흐무트 데미르.
  - 미국의 배우 켄 렁.
- 1972년 - 대한민국의 야구 코치 및 전 야구 선수 이근엽.
- 1973년 - 대한민국의 성우 방성준.
- 1975년
  - 대한민국의 아나운서 최윤경.
  - 잉글랜드의 축구 코치, 전 축구 선수 니키 버트.
- 1976년 - 영국의 가수, 배우 엠마 번튼.
- 1977년
  - 대한민국의 배우 이승연.
  - 사우디아라비아의 축구 선수 후세인 술라이마니.
- 1978년 - 대한민국의 변호사 박지현.
- 1980년
  - 대한민국의 배드민턴 선수 이경원.
  - 일본의 성우 겸 가수 미즈키 나나.
  - 일본의 배우, 댄서 쿠로키 케이지.
- 1981년
  - 대한민국의 래퍼 앤디 (신화).
  - 대한민국의 가수, 배우 정려원 (샤크라).
  - 캐나다의 아이스하키 선수 대니 히틀리.
- 1983년 - 대한민국의 배우 유건.
- 1984년 - 대한민국의 야구 선수 박용근.
- 1985년
  - 대한민국의 야구 선수 우규민.
  - 일본의 성우 겸 가수 하라 유미.
  - 조선민주주의인민공화국의 체조 선수 리세광.
  - 러시아의 모델 사샤 피보바로바.
- 1986년
  - 대한민국의 전 축구 선수 박태민.
  - 스페인의 축구 선수 하비 로페스.
- 1987년 - 미국의 야구 선수 브랜든 크로포드.
- 1988년
  - 대한민국의 야구 선수 김현우.
  - 대한민국의 희극인 민솔유.
- 1989년
  - 대한민국의 가수, 배우 진원.
  - 아르메니아의 축구 선수 헨리흐 므히타랸.
- 1990년 - 대한민국의 작곡가 허니슬립.
- 1991년 - 대한민국의 배우 조수향.
- 1992년
  - 대한민국의 성우 우성은.
  - 대한민국의 아나운서 송유라.
- 1993년
  - 대한민국의 골프 선수 김세영.
  - 미국의 가수 이수정.
- 1994년
  - 대한민국의 가수 강승윤 (위너).
  - 대한민국의 가수 김예림 (투개월).
  - 대한민국의 컬링 선수 김경애.
  - 대한민국의 가수 장희원.
- 1995년
  - 대한민국의 배우 최아라.
  - 대한민국의 농구 선수 박지훈.
- 1996년
  - 대한민국의 야구 선수 신민재.
  - 대한민국의 유도 선수 박다솔.
  - 스페인의 축구 선수 마르코 아센시오.
  - 대한민국의 래퍼 던말릭.
  - 대한민국의 리그 오브 레전드 프로게이머 캔디.
- 1997년
  - 대한민국의 탁구 선수 임종훈.
  - 미국의 성우, 배우 제러미 셰이다.
  - 튀르기예의 축구 선수 유수프 야즈즈.
- 1998년 - 일본의 야구 선수 쓰모리 유키.
- 2000년
  - 대한민국의 배우 이민재.
  - 대한민국의 축구 선수 박찬빈.
  - 대한민국의 가수 라온.
- 2001년 - 미국의 배우 잭슨 브런디지.
- 2002년 - 대한민국의 배우 신이준.
- 2003년
  - 대한민국의 축구 선수 강교훈.
  - 프랑스의 축구 선수 한니발 메지브리.
- 2004년
  - 대한민국의 가수 우주.
  - 대한민국의 축구 선수 김혁구.
  - 노르웨이의 공주 노르웨이 공주 잉리드 알렉산드라.
- 2007년 - 미국의 배우 케네디 클레멘트.
- 2009년 - 대한민국의 키즈 크리에이터 띠예.

## 사망
- 1118년 - 교황 파스칼 2세. (1062년~)
- 1542년 - 일본 센고쿠 시대의 다이묘 아자이 스케마사. (1491년~)
- 1733년 - 영국의 경제학자 버나드 맨더빌. (1670년~)
- 1793년 - 프랑스의 왕 루이 16세. (1754년~)
- 1862년 - 체코의 소설가 보제나 넴초바. (1820년~)
- 1892년 - 영국의 수학자 존 쿠치 애덤스. (1819년~)
- 1901년 - 미국의 발명가 일라이셔 그레이. (1835년~)
- 1919년 - 대한제국 조선의 26대 국왕이자, 대한제국 초대 황제 고종. (1852년~)
- 1924년 - 러시아의 볼셰비키 지도자 블라디미르 레닌. (1870년~)
- 1938년 - 프랑스의 마술사이자 영화 제작자 조르주 멜리에스. (1861년~)
- 1950년 - 영국의 작가 조지 오웰. (1903년~)
- 1959년 - 미국의 영화감독 세실 B. 드밀. (1881년~)
- 2002년 - 미국의 가수 페기 리. (1972년~)
- 2007년 - 대한민국의 가수 유니. (1981년~)
- 2012년 - 대한민국의 드라마작가 손문권. (1972년~)
- 2015년 - 대한민국의 시인 박해수. (1948년~)
- 2016년 - 대한민국의 무용가 강선영. (1925년~)
- 2018년
  - 대한민국의 배우 전태수. (1984년~)
  - 일본의 축구 선수 호사카 쓰카사. (1937년~)
- 2019년
  - 프랑스의 귀족 앙리 도를레앙. (1933년~)
  - 아르헨티나의 축구 선수 에밀리아노 살라. (1990년~)
- 2020년
  - 대한민국의 희극인 남보원. (1936년~)
  - 웨일스의 영화감독 테리 존스. (1942년~)
  - 대한민국의 정치인 강길만. (1928년~)
  - 미국의 영화배우 루이 앤더슨. (1953년~)
- 2023년
  - 대한민국의 야구 선수 김영덕. (1936년~)
  - 대한민국의 영화배우 나철. (1986년~)
- 2024년 - 대한민국의 법조인 이영욱. (1932년~)
- 2025년
  - 대한민국의 정치인 손창완. (1955년~)
  - 엘살바도르의 제65대 대통령 마우리시오 푸네스. (1959년~)
  - 캐나다의 연주자 가스 허드슨. (1937년~)

## 기념일
- 허그데이: 미국
- 알타 그라시아 성녀일(Día de la Altagracia): 도미니카 공화국
- 성녀 아녜스 동정 순교자 기념일: 로마 가톨릭교회

## 같이 보기
- 전날: 1월 20일 다음날: 1월 22일 - 전달: 12월 21일 다음달: 2월 21일
- 음력: 1월 21일
- 모두 보기